# Oropos
Oropos (gr. Ωρωπός) – miejscowość w Grecji, w administracji zdecentralizowanej Attyka, w regionie Attyka, w jednostce regionalnej Attyka Wschodnia. Siedziba gminy Oropos. W 2011 roku liczyła 1111 mieszkańców.